# 尼爾·里奇
尼爾·梅休恩·里奇將軍（英語：General Sir Neil Methuen Ritchie，GBE、KCB、DSO、MC、KStJ，1897年7月29日—1983年12月11日，英國陸軍軍官，曾在第一次世界大戰和第二次世界大戰中服役。第二次世界大戰期間，他從1941年11月開始指揮 英國第八軍團參加北非戰役，直到1942年6月在加札拉戰役被解職。